# Arnautowo (obwód biełgorodzki)
Arnautowo (ros. Арнаутово) – wieś w Rosji, w obwodzie biełgorodzkim, w rejonie krasnogwardiejskim. W 2010 liczyła 526 mieszkańców.